# Taras Petrivs'kyj
Taras Stevanovyč Petrivs'kyj (in ucraino Тарас Степанович Петрівський?; Stryj, 3 febbraio 1984) è un ex calciatore ucraino, di ruolo difensore.

## Caratteristiche tecniche
È un terzino destro che può giocare anche come difensore centrale.